# Прапор Грушівки (Куп'янський район)
Пра́пор Гру́шівки — один з офіційних символів села Грушівка, Куп'янський район Харківської області, затверджений рішенням сесії Грушівської сільської ради.

## Опис прапора
Квадратне полотнище з вміщеними на ньому кольорами і фігурами малого герба.